# Húd

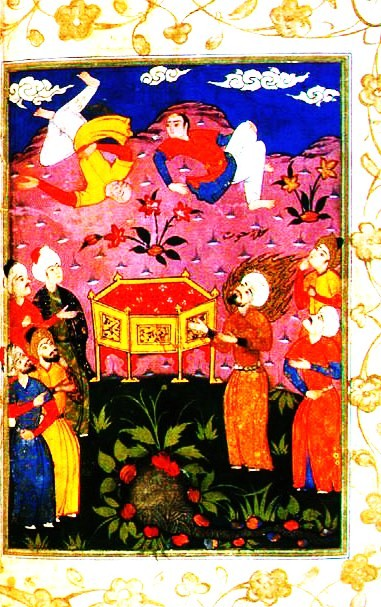
Prorok Húd; posel k lidu Iramu

Húd je jedním z vážených islámských proroků, o nichž je zmínka v Koránu. Jedna kapitola (súra 11) v Koránu je dokonce nazvaná po tomto prorokovi. Žil v národě Ádovců na arabském poloostrově.

## Identita

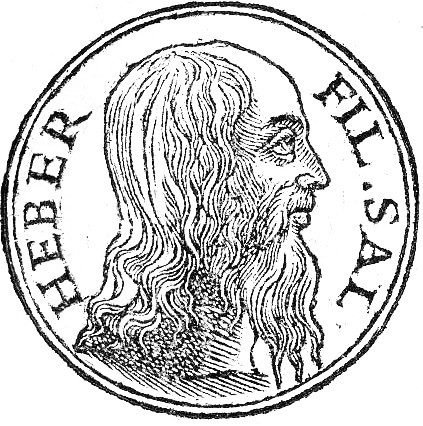
Islámský Húd je pravděpodobně biblický Heber (Eber), praotec Hebrejů

Mnozí badatelé ztotožňují islámského proroka Húda s biblickým Heberem (Eberem). Ten byl podle mnoha rabínských škol velikým prorokem a skrze Ducha Svatého povolal svého syna Pelega k velikým úkolům v době "rozdělení země" (době rozdělení jazyků a rozdělení kontinentů).
Někteří lingvisté zmiňují Húdovo jméno v arabštině souvisí se slovy "hebrejec" a "žid" (Heber byl mytickým praotcem Hebrejů). Islámští teologové při vytváření rodokmenů většinou vychází z toho, že jde o jednu a tutéž postavu.

## Život
Húd byl prorokem, který podle islámu žil někdy mezi potopou a babylónskou věží. Jeho rodištěm byla civilizace Ádovců, rozkládající se údajně na území Jemenu a Ománu na jihu arabského poloostrova. Podle popisů v Koránu a dalších zdrojích se zdá, že hlavním městem Ádovské říše byl Iram, nazývaný také "Městem sloupů".

## Ádovci
"A podobně jsme lid Noemův, jenž prohlásil posly za lháře, utopili a pro lidi jsme je znamením učinili; a připravili jsme pro nespravedlivé muka bolestná a rovněž pro ´Ádovce Thamúdovce, obyvatele ar-Rassu a četná pokolení, jež mezi nimi byla. Korán 25:37-38

Obyvatelé Ádovské říše žili nezřízeným důvodem, uctívali modly, podporovali tyranské vládce a utiskovali chudé, vdovy a sirotky. Proto k nim Bůh (Alláh) seslal proroka Húda, aby je vyzval k pokání. Obyvatelé Iramu se však prorocké zvěsti vysmáli a vyhrožovali mu násilím. Bůh proto na Ádovce seslal ničivé sucho. Obyvatelé však stejně nečinili pokání, a tak na jejich hlavní město Bůh (Alláh) seslal písečnou bouři. Lidé si mysleli, že jde o dešťové mračno, které je vysvobodí z hrozného sucha, ale namísto toho byla jejich civilizace pohřbena pod dunou. Zachráněn byl pouze Húd a věřící, kteří spolu s ním včas uprchli.
"A osud podobný tomu, jenž postihl lid Noemův, ´Ádovce i Thamúdovce a ty, kdož byli po nich" Korán 40:31

## Pasáže v Koránu
- Lid Ádovců: 7:69, 26:133–134, 89:7–8
- Namyšlenost Ádovců: 41:15, 26:128–129,
- Húdova proroctví: 7:65–72, 11:50–57, 23:32 26:124–127, 26:131–132, 26:135, 46:21–23
- Húdovo pronásledování: 7:66–67, 11:53–55, 14:9, 26:136–137 38:12, 46:21, 50:13, 54:18
- Zánik Ádu: 7:72, 11:58, 11:89, 23:41, 25:38, 26:139, 29:38, 29:40, 40:31, 41:13, 41:16, 46:24–25, 51:41–42, 53:50, 54:19–20, 69:6–8, 89:6